# Орвар Тролле
Орвар Тролле (швед. Orvar Trolle, 4 квітня 1900 — 7 березня 1971) — шведський плавець.
Учасник Олімпійських Ігор 1920 року, бронзовий медаліст 1924 року.